# 滕刚
滕刚（1970年6月—），男，汉族，黑龙江勃利人，中华人民共和国政治人物。黑龙江财政专科学校财务会计专业大专毕业，中共中央党校研究生院研究生班毕业。

## 生平
1989年9月，在黑龙江财政专科学校财务会计专业大专学习。1991年4月加入中国共产党。1992年7月参加工作，任黑龙江省黑河国际饭店干部。1993年9月，任中共中央党校研究生院研究生班学习。1995年9月，任中共中央组织部干部一局（干部调配局）干事、正科级干事、副处级调研员、副处长。2005年9月，任国家税务总局干部（其间：2005年9月—2007年3月，挂职任江苏省无锡市国税局副局长、党组成员)。
2007年3月，任中国卫星通信集团公司总经理助理兼市场部总经理，中国四维测绘技术总公司总经理、党委书记，中国测绘学会副理事长（其间：2002年9月至2008年12月，在吉林大学法学理论专业在职博士研究生学习）。2009年4月，任中国卫星通信集团（有限）公司副总经理，中国四维测绘技术总公司总经理、党委书记（其间：2009年3月—2010年1月，在中共中央党校第九期中青年干部培训二班培训）。2010年8月，任中国卫星通信集团有限公司常务副总经理，中国四维测绘技术有限公司董事长、总经理、党委书记。2011年4月，任中国卫星通信集团有限公司党委书记、副总经理，中国四维测绘技术有限公司董事长。
2011年8月，任中共宜昌市委常委、市人民政府副市长（正厅级）。2012年7月，任中共孝感市委副书记（正厅级）；2012年8月，任孝感市人民政府代市长、党组书记。2012年9月，任中共孝感市委副书记、市人民政府市长、党组书记。2013年3月，当选第十二届全国人民代表大会湖北地区代表。2017年5月，任中共孝感市委书记。2017年12月，任中国电子信息产业集团有限公司科技委副主任。